# Huatugula
Huatugula (kinesiska: 花吐古拉, 花吐古拉镇) är en köping i Kina. Den ligger i den autonoma regionen Inre Mongoliet, i den norra delen av landet, omkring 920 kilometer öster om regionhuvudstaden Hohhot. Antalet invånare är 31953. Befolkningen består av 15 564 kvinnor och 16 389 män. Barn under 15 år utgör 17,0 %, vuxna 15-64 år 76 %, och äldre över 65 år 5,0 %.
Genomsnittlig årsnederbörd är 621 millimeter. Den regnigaste månaden är juli, med i genomsnitt 157 mm nederbörd, och den torraste är januari, med 4 mm nederbörd.